# 톈궁 우주정거장

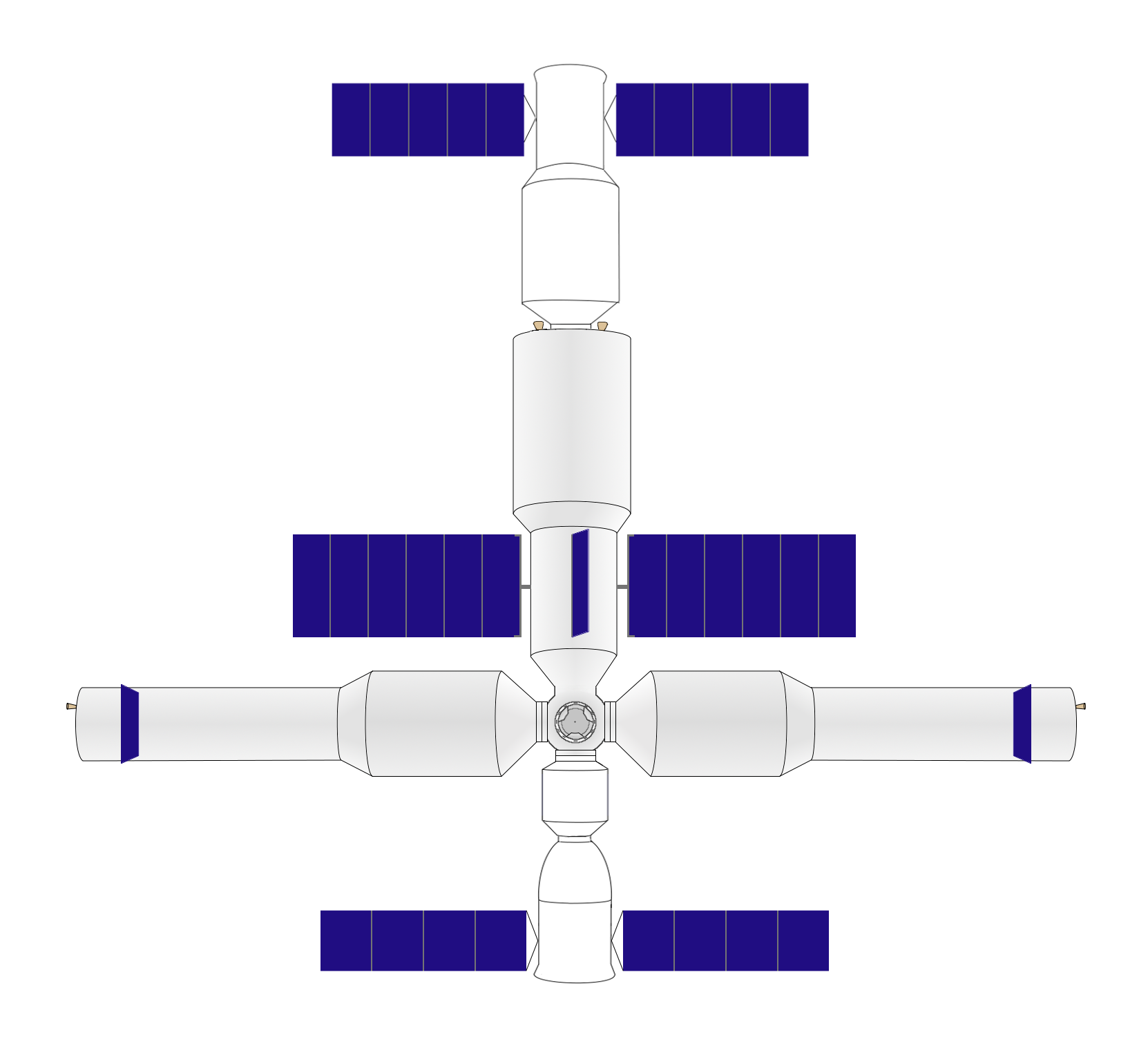
선저우(아래)와 톈저우(위)가 도킹한 상태인 톈궁 우주정거장의 상상도.

톈궁 우주정거장(중국어: 天宫号空间站), 또는 중국 다모듈 우주정거장(영어: Chinese large modular space station)은 중화인민공화국이 지구 저궤도에 2023년 12월까지 건설하여 10년간 운용할 예정인 우주정거장이다. 톈궁 우주정거장은 완성되면 현재는 퇴역한 러시아 우주정거장 미르와 비슷한 크기가 될 예정이며, 정거장 관제는 베이징 항천지휘공제학원이 맡는다.

## 개요
톈궁 우주정거장 건설은 톈궁 1호와 2호에서 얻은 지식을 통한, 톈궁 계획의 마지막 단계이다. 중국은 톈궁 우주정거장 건설을 통해 과학자들의 우주 과학 실험 능력을 향상시키기 위해 노력하고 있다.

## 명명
중국유인우주공정판공실의 수장인 왕 웬바오는 2011년 기자 회견에서 "과거의 업적과 밝은 미래를 고려한다면, 유인 우주 계획은 좀 더 생생한 상징을 가져야 하고, 미래에 지어질 우주 정거장의 이름은 더 강하고 고무적인 이름으로 지어야 한다고 생각합니다. 이 프로젝트가 국가적 명성을 강화하고 국가 결속력과 국민들의 자부심을 강화하기 때문에 일반 대중들도 이름과 상징에 관여해야 한다고 생각합니다."라고 발표했다.
2013년 10월 31일, 중국유인우주공정판공실은 새 우주선들의 이름을 확정했다.
- 우주 실험실의 이름은 톈궁(중국어 정체자: 天宮, 병음: Tiān Gōng, 직역: 하늘의 궁전, 약칭 TG)으로 하며, 뒤에 번호를 붙인다.
  - 톈궁 1호는 2011년, 톈궁 2호는 2016년 발사되었다.

- 무인 화물 우주선의 이름은 톈저우(중국어: 天舟, 병음: Tiān Zhōu, 직역: 하늘의 배, 약칭 TZ)로 한다.
  - 톈저우 1호는 2017년 발사되었다.

- 새로 지어지는 우주 정거장의 이름도 똑같이 톈궁(중국어 정체자: 天宮, 병음: Tiān Gōng, 직역: 하늘의 궁전, 약칭 TG)으로 한다.
  - 핵심 선실 모듈의 이름은 톈허(중국어: 天和, 병음: Tiān Hé, 직역: 하늘의 기운, 약칭 TH)로 한다.
  - 첫째 실험실 모듈의 이름은 멍톈(중국어 정체자: 夢天, 병음: Mèng Tiān, 직역: 하늘의 꿈, 약칭 MT)로 한다.
  - 둘째 실험실 모듈의 이름은 원톈(중국어 정체자: 問天, 병음: Wèn Tiān, 직역: 하늘으로의 질문, 약칭 WT)로 한다.

- 우주 망원경의 이름은 쉰톈(중국어: 巡天, 병음: Xún Tiān, 직역: 하늘에서의 여행), 약칭 XT)으로 한다.
  - 이 이름은 원래 둘째 실험실 모듈의 이름으로 내정되어 있었다.
  - 톈궁은 아주 오래전부터 계획되었다

## 구조
톈궁 우주정거장은 3세대 모듈형 우주정거장으로 지어진다. 1세대 정거장은 스카이랩, 알마즈, 초기 살류트 등 모듈 하나이며 재보급을 상정하지 않은 정거장이고, 2세대 정거장은 살류트 6호, 살류트 7호, 톈궁 1호, 톈궁 2호 등 재보급을 고려한 정거장이며, 3세대 정거장은 미르, 국제우주정거장 등 궤도에서 각각의 모듈을 이어붙여 제작하는 정거장을 가리킨다. 정거장을 모듈 형식으로 제작하면 신뢰도 상승, 제작비 절감, 제작 기간 감소, 다양한 요구 사항 충족 등의 장점이 있다.
|  |  |             |             |             |             |             |             |             |             |             |             | 태양 전지판 | 태양 전지판 | 태양 전지판 | 태양 전지판 | 태양 전지판 | 태양 전지판 |  |  |                |                |                |                |                |                |  |  | 태양 전지판 | 태양 전지판 | 태양 전지판 | 태양 전지판 | 태양 전지판 | 태양 전지판 |             |             |             |             |             |             |             |             |             |             |  |  |  |  |  |  |  |  |  |  |  |  |  |  |  |  |
|  |  |             |             |             |             |             |             |             |             |             |             | 태양 전지판 | 태양 전지판 | 태양 전지판 | 태양 전지판 | 태양 전지판 | 태양 전지판 |  |  |                |                |                |                |                |                |  |  | 태양 전지판 | 태양 전지판 | 태양 전지판 | 태양 전지판 | 태양 전지판 | 태양 전지판 |             |             |             |             |             |             |             |             |             |             |  |  |  |  |  |  |  |  |  |  |  |  |  |  |  |  |
|  |  |             |             |             |             |             |             |             |             |             |             |             |             |             |             |             |             |  |  |                |                |                |                |                |                |  |  |             |             |             |             |             |             |             |             |             |             |             |             |             |             |             |             |  |  |  |  |  |  |  |  |  |  |  |  |  |  |  |  |
|  |  | 태양 전지판 | 태양 전지판 | 태양 전지판 | 태양 전지판 | 태양 전지판 | 태양 전지판 |             |             |             |             | 태양 전지판 | 태양 전지판 | 태양 전지판 | 태양 전지판 | 태양 전지판 | 태양 전지판 |  |  | 도킹 포트      | 도킹 포트      | 도킹 포트      | 도킹 포트      | 도킹 포트      | 도킹 포트      |  |  | 태양 전지판 | 태양 전지판 | 태양 전지판 | 태양 전지판 | 태양 전지판 | 태양 전지판 |             |             |             |             | 태양 전지판 | 태양 전지판 | 태양 전지판 | 태양 전지판 | 태양 전지판 | 태양 전지판 |  |  |  |  |  |  |  |  |  |  |  |  |  |  |  |  |
|  |  | 태양 전지판 | 태양 전지판 | 태양 전지판 | 태양 전지판 | 태양 전지판 | 태양 전지판 |             |             |             |             | 태양 전지판 | 태양 전지판 | 태양 전지판 | 태양 전지판 | 태양 전지판 | 태양 전지판 |  |  | 도킹 포트      | 도킹 포트      | 도킹 포트      | 도킹 포트      | 도킹 포트      | 도킹 포트      |  |  | 태양 전지판 | 태양 전지판 | 태양 전지판 | 태양 전지판 | 태양 전지판 | 태양 전지판 |             |             |             |             | 태양 전지판 | 태양 전지판 | 태양 전지판 | 태양 전지판 | 태양 전지판 | 태양 전지판 |  |  |  |  |  |  |  |  |  |  |  |  |  |  |  |  |
|  |  |             |             |             |             |             |             |             |             |             |             |             |             |             |             |             |             |  |  |                |                |                |                |                |                |  |  |             |             |             |             |             |             |             |             |             |             |             |             |             |             |             |             |  |  |  |  |  |  |  |  |  |  |  |  |  |  |  |  |
|  |  |             |             |             |             |             |             |             |             |             |             |             |             |             |             |             |             |  |  |                |                |                |                |                |                |  |  |             |             |             |             |             |             |             |             |             |             |             |             |             |             |             |             |  |  |  |  |  |  |  |  |  |  |  |  |  |  |  |  |
|  |  |             |             |             |             |             |             | 원톈 실험실 | 원톈 실험실 | 원톈 실험실 | 원톈 실험실 | 원톈 실험실 | 원톈 실험실 |             |             |             |             |  |  | 톈허 선실 모듈 | 톈허 선실 모듈 | 톈허 선실 모듈 | 톈허 선실 모듈 | 톈허 선실 모듈 | 톈허 선실 모듈 |  |  |             |             |             |             | 멍톈 실험실 | 멍톈 실험실 | 멍톈 실험실 | 멍톈 실험실 | 멍톈 실험실 | 멍톈 실험실 |             |             |             |             |             |             |  |  |  |  |  |  |  |  |  |  |  |  |  |  |  |  |
|  |  |             |             |             |             |             |             |             | 원톈 실험실 | 원톈 실험실 | 원톈 실험실 | 원톈 실험실 | 원톈 실험실 |             |             |             |             |  |  | 톈허 선실 모듈 | 톈허 선실 모듈 | 톈허 선실 모듈 | 톈허 선실 모듈 | 톈허 선실 모듈 | 톈허 선실 모듈 |  |  |             |             |             |             | 멍톈 실험실 | 멍톈 실험실 | 멍톈 실험실 | 멍톈 실험실 | 멍톈 실험실 | 멍톈 실험실 |             |             |             |             |             |             |  |  |  |  |  |  |  |  |  |  |  |  |  |  |  |  |
|  |  |             |             |             |             |             |             |             |             |             |             |             |             |             |             |             |             |  |  |                |                |                |                |                |                |  |  |             |             |             |             |             |             |             |             |             |             |             |             |             |             |             |             |  |  |  |  |  |  |  |  |  |  |  |  |  |  |  |  |
|  |  |             |             |             |             |             |             |             |             |             |             |             |             |             |             |             |             |  |  |                |                |                |                |                |                |  |  |             |             |             |             |             |             |             |             |             |             |             |             |             |             |             |             |  |  |  |  |  |  |  |  |  |  |  |  |  |  |  |  |
|  |  | 태양 전지판 | 태양 전지판 | 태양 전지판 | 태양 전지판 | 태양 전지판 | 태양 전지판 |             |             |             |             | 에어로크    | 에어로크    | 에어로크    | 에어로크    | 에어로크    | 에어로크    |  |  | 도킹 포트      | 도킹 포트      | 도킹 포트      | 도킹 포트      | 도킹 포트      | 도킹 포트      |  |  | 도킹 포트   | 도킹 포트   | 도킹 포트   | 도킹 포트   | 도킹 포트   | 도킹 포트   |             |             |             |             | 태양 전지판 | 태양 전지판 | 태양 전지판 | 태양 전지판 | 태양 전지판 | 태양 전지판 |  |  |  |  |  |  |  |  |  |  |  |  |  |  |  |  |
|  |  | 태양 전지판 | 태양 전지판 | 태양 전지판 | 태양 전지판 | 태양 전지판 | 태양 전지판 |             |             |             |             | 에어로크    | 에어로크    | 에어로크    | 에어로크    | 에어로크    | 에어로크    |  |  | 도킹 포트      | 도킹 포트      | 도킹 포트      | 도킹 포트      | 도킹 포트      | 도킹 포트      |  |  | 도킹 포트   | 도킹 포트   | 도킹 포트   | 도킹 포트   | 도킹 포트   | 도킹 포트   |             |             |             |             | 태양 전지판 | 태양 전지판 | 태양 전지판 | 태양 전지판 | 태양 전지판 | 태양 전지판 |  |  |  |  |  |  |  |  |  |  |  |  |  |  |  |  |
|  |  |             |             |             |             |             |             |             |             |             |             |             |             |             |             |             |             |  |  |                |                |                |                |                |                |  |  |             |             |             |             |             |             |             |             |             |             |             |             |             |             |             |             |  |  |  |  |  |  |  |  |  |  |  |  |  |  |  |  |

### 기술 교류
톈궁 우주정거장의 건설 방법은 소련-러시아의 미르 정거장 및 국제우주정거장 러시아 부분의 건설 방법과 유사하다. 정거장과 선저우는 똑같이 러시아가 설계한 APAS 도킹 어뎁터를 사용한다.
1994년 러시아는 중국에 항공·우주 기술 일부를 매각했으며, 1995년 두 나라는 소유스 기술(훈련, 소유스 캡슐 제공, 생명 유지 장치, 도킹 시스템, 우주복)을 중국에 넘긴다는 협정을 맺었다. 중국은 이 기술로 우주선을 개량해, 최종적으로 우주선 선저우를 만들었다. 2000년 시작된 중국 유인 우주 개발 계획에 맞추어, 중국과 러시아는 도킹 장치 개발 등 기술 교류를 진행했다. 2009년 중국국가항천국은 우주비행사들에게 도킹 방법을 훈련시키기 시작했다.

### 모듈

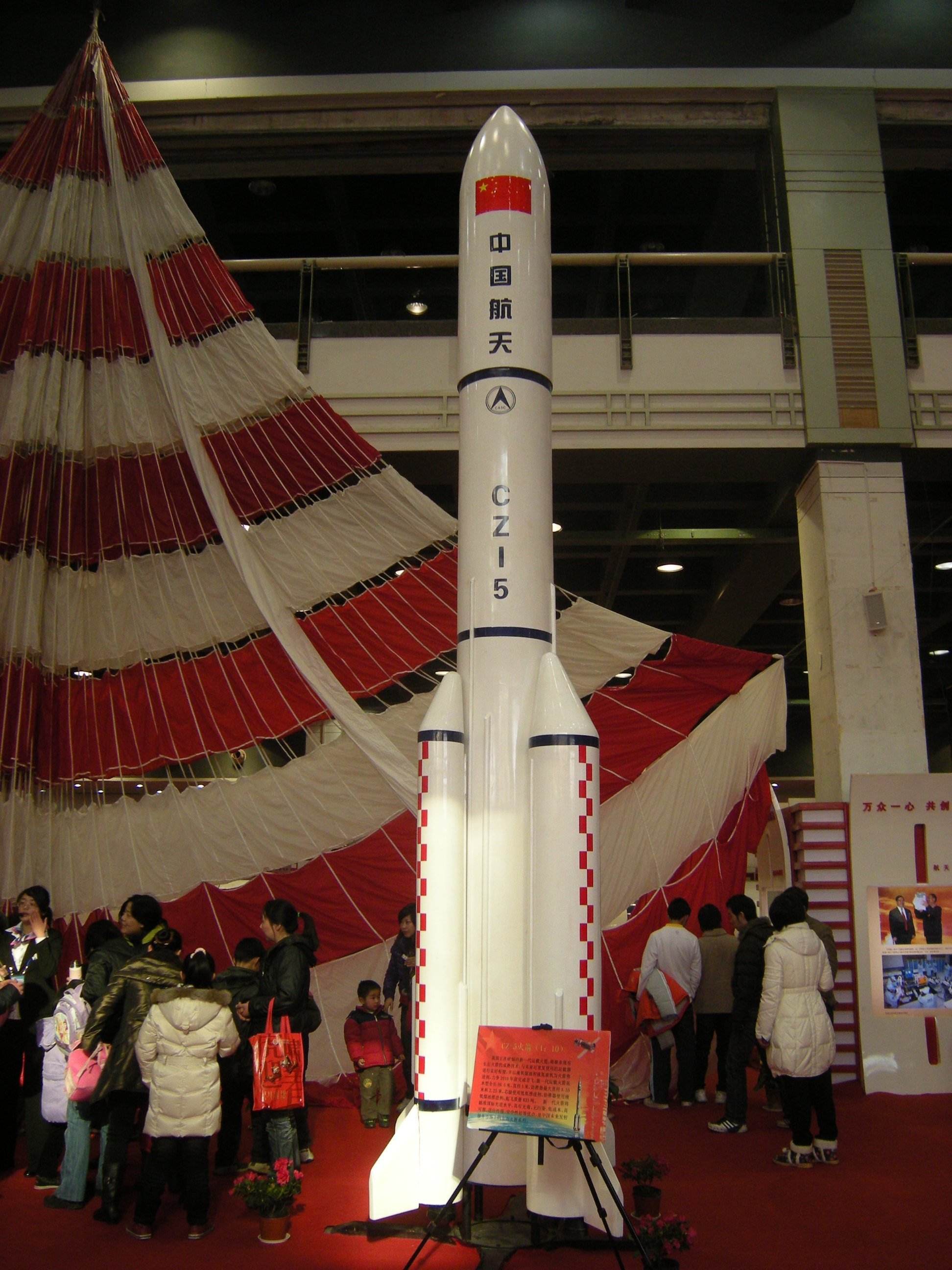
모듈의 발사체인 창정 5호의 모형.

핵심 선실 모듈 톈허는 승무원의 생활 공간 그 자체이며 생명 유지 장치가 있고, 우주선 유도, 관제, 조종 기능이 갖추어져 있다. 모듈은 생활 공간, 기계 공간, 도킹 포트로 구분할 수 있다. 생활 공간에는 부엌, 화장실, 소화 장비, 대기 조절 장치, 컴퓨터, 통신 장치 등이 달릴 예정이다.
첫째 실험실인 멍톈에는 톈허 장비가 고장났을 경우를 대비해 우주선 유도, 관제, 조종 장치가 달려 있다. 멍톈과 둘째 실험실인 원톈에는 미소중력, 우주선, 진공, 태양풍 등을 실험 대상에 노출시킬 수 있는 환경이 조성된다.
승무원의 우주 유영이 필요한 ISS 미국 건설부와 다르게, 톈궁 우주정거장은 미르나 ISS 러시아 건설부처럼 궤도에서 자동으로 건설된다. 실험실 모듈은 먼저 핵심 선실 모듈의 전후방 도킹 포트에 도킹한 다음, 로봇 팔이 모듈을 측면 도킹포트로 옮길 계획이다.

### 전력
전력은 각 모듈에 태양 전지 2개씩을 붙여 충당하며, 전지판은 태양 방향을 향해 움직일 수 있게끔 제작된다. 정거장이 지구 그림자 속을 지나갈 때는 저장된 전력을 사용한다.

### 도킹
여러 소식통에 따르면 도킹 시스템은 APAS-89/APAS-95를 개조한 것이 사용된다고 하며, 미국의 소식통 하나는 완전히 동일하다고도 주장했다. 중국의 도킹 시스템이 현재 ISS에 사용되는 시스템과 호환될지에 대해서는 논란이 있다.

### 실험 장비
2016년 6월 기준 세 모듈에 설치 예정된 실험 장비들은 다음이 있다.
- 우주 생물학 및 생명공학
  - 환경 과학 실험 선반 (Ecology Science Experiment Rack, ESER)
  - 생명공학 실험 선반 (Biotechnology Experiment Rack, BER)
  - 과학용 글러브박스 및 냉장장치 선반 (Science Glove-box and Refrigerator Rack, SGRR)
- 미소중력 유체역학 & 연소
  - 유체역학 실험 선반 (Fluids Physics Experiment Rack, FPER)
  - 2상계 실험 선반 (Two-phase System Experiment Rack, TSER)
  - 연소 실험 선반 (Combustion Experiment Rack, CER)
- 우주 재료과학
  - 재료 화로 실험 선반 (Material Furnace Experiment Rack, MFER)
  - 용기 비포함 물질 실험 선반 (Container-less Material Experiment Rack, CMER)
- 미소중력 기초물리
  - 냉각 원자 실험 선반 (Cold Atom Experiment Rack, CAER)
  - 초정밀 시간 주파수 선반 (High-precision Time-Frequency Rack, HTFR)
- 다목적 설비
  - 고(高)미소중력 평조 선반 (High Micro-gravity Level Rack, HMGR)
  - 중력 변화 실험 선반 (Varying-Gravity Experiment Rack, VGER)
  - 모듈화 실험 선반 (Modularized Experiment Rack, RACK)

## 재보급
톈궁 우주정거장의 재보급은 유인선 및 무인 화물 우주선을 통해 이루어질 예정이다.

### 선저우

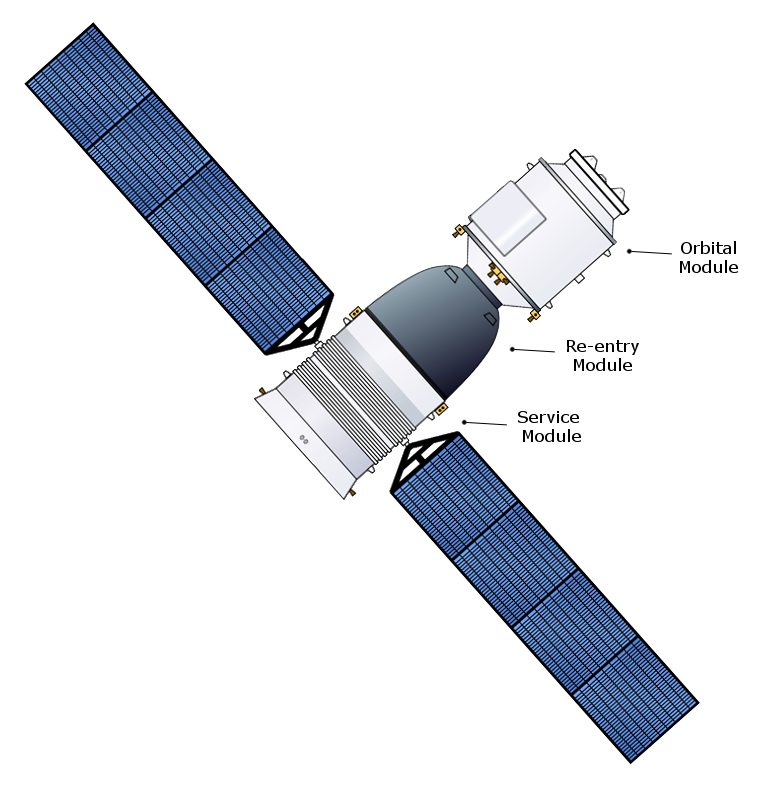
선저우 우주선.

선저우(중국어: 神舟, 직역: 신의 배)는 승무원을 궤도로 보내기 위한 유인 우주선이다. 선저우는 승무원의 생활 공간인 궤도창(중국어: 轨道舱, 직역: 궤도선), 승무원의 지구 재진입에 사용되는 귀환창(중국어: 返回舱, 직역: 귀환선), 연료와 기계 장치 다수가 실려있는 추진창(중국어: 推进舱, 직역: 기계선)으로 나누어진다.

### 톈저우
톈저우(중국어: 天舟, 직역: 하늘의 배)는 톈궁 1호를 기반으로 개발된 무인 화물 우주선으로, 톈궁 우주정거장에 식량과 연료 등을 재보급하기 위해 쓰일 예정이다. 발사, 랑데부, 도킹 전 과정은 자동으로 운영되며, 단순 보급 임무의 비용 절감 효과가 클 것으로 예상된다. 이후 궤도에서의 우주선 건조에도 사용될 수 있다.

## 건설 계획
2011년, 우주 정거장 건설이 2020년부터 2022년까지 진행될 계획이라고 발표되었고, 2013년에는 핵심 모듈은 2018년, 실험실 모듈을 2020년 및 2022년 발사하기로 계획이 앞당겨졌다. 하지만 2018년이 되자 계획은 2020년에서 2023년으로 늦춰졌다.

## 안전성

### 궤도 쓰레기
톈궁 우주정거장은 고도 340 ~ 450 km, 지구 열권 가운데에 위치할 예정이며, 이 곳에는 수를 셀 수 없을 정도로 많은 우주 쓰레기가 분포해 정거장을 위협한다. 대형 쓰레기는 정거장을 통째로 파괴할 수 있지만, 크기가 크기 때문에 추적이 쉽다. 오히려 너무 작아 레이다에도 잡히지 않는 1 cm 이하 입자가 더 위험한데, 크기는 작지만 가지고 있는 운동 에너지가 크기 때문에 정거장에 큰 손상을 줄 수 있기 때문이다.
만약 우주 쓰레기가 정거장에 접근하는 것을 지상에서 발견한다면, 정거장에 통보되어 정거장이 우주 쓰레기를 피하기 위해 엔진을 가동시켜 움직이게 된다. 만약 피하기 너무 늦었다면 승무원은 모두 선저우에 탑승하여 만일의 사태가 일어날 시 지구로 바로 귀환할 수 있도록 준비한다.

### 방사선
지구 저궤도의 우주정거장은 지구의 자기장을 통해 우주의 방사능으로부터 어느 정도 보호되며, 지구의 자기장이 태양풍에 의해 휘어지기 시작하는 지점은 지상에서 7만 킬로미터 정도이다. 하지만 태양 플레어는 승무원에게 몇 분 전에야 통지할 수 있다는 점에서 위험하다. 2005년 국제우주정거장의 승무원들이 X-3등급 태양 플레어의 "양성자 폭풍" 기간 동안 즈베즈다 모듈로 대피한 사례도 있다. 태양풍 및 우주선의 양성자 등 하전 입자는 대부분 지구 대기가 흡수하나, 대기 밖의 우주비행사들은 하루에 1년치 방사선인 1 밀리시버트를 받기 때문에, 암 발병 가능성이 높아지며, 염색체나 림프구에 손상을 줘 면역력이 급격히 감소한다.

## 국제 협력
2011년 선저우 8호와 톈궁 1호의 도킹 직후, 중국국가항천국 및 이탈리아 우주국 수장은 서로 만나, 우주 비행, 과학 연구 분야에서의 협력 및 유인 우주정거장 프로젝트 참여 의사를 밝혔다.
2017년 2월 22일 중국국가항천국과 이탈리아 우주국은 장기적 유인 우주활동 협력 협약을 맺었다. 이탈리아의 국제우주정거장 참여 경험과 중국의 톈궁 우주정거장 건설계획 등 유인 우주비행 계획 추진이 맞물려 좋은 효과를 낼 것으로 보인다.

## 같이 보기
- 우주정거장
  - 국제우주정거장
  - 미르
- 톈궁 계획
- 선저우 계획